# Gramat
Gramat ist eine französische Gemeinde mit 3496 Einwohnern (Stand 1. Januar 2022) im Département Lot in der Region Okzitanien. Sie gehört zum Arrondissement Gourdon und zum Kanton Gramat, dessen Hauptort sie ist.

## Geographie
Die Gemeinde liegt rund 25 Kilometer östlich von Gourdon, im Regionalen Naturpark Causses du Quercy. Nachbargemeinden von Gramat sind Thégra im Norden, Lavergne im Nordosten, Bio im Osten, Issendolus im Südosten, Reilhac im Süden, Le Bastit im Südwesten, Couzou und Rocamadour im Westen sowie Rignac im Nordwesten.
Gramat ist der namengebende Ort für den Causse de Gramat, einer Kalk-Hochebene mit markanten Karsterscheinungen. Der Ort liegt im Tal des Flusses Alzou, der etwa drei Kilometer unterhalb von Gramat versickert und erst westlich von Rocamadour als Karstquelle wieder ans Tageslicht kommt.

## Bevölkerungsentwicklung
| Jahr      | 1968 | 1975 | 1982 | 1990 | 1999 | 2006 | 2018 |
| Einwohner | 3161 | 3288 | 3643 | 3526 | 3545 | 3536 | 3468 |

## Verkehr
Das Gemeindegebiet wird von den Départementsstraßen D840 und D807 erschlossen, die sich im Ortsgebiet kreuzen. Die D840 verläuft von Figeac in nordwestlicher Richtung über Gramat nach Nespouls, wo sie die Autobahn A20 erreicht. Die D807 verläuft von Labastide-Murat Richtung Nordost über Gramat nach Saint-Céré.
Auch eine Bahnlinie, die von Figeac nach Brive-la-Gaillarde führt, durchquert das Gemeindegebiet und hat in Gramat eine Haltestelle.

## Sehenswürdigkeiten

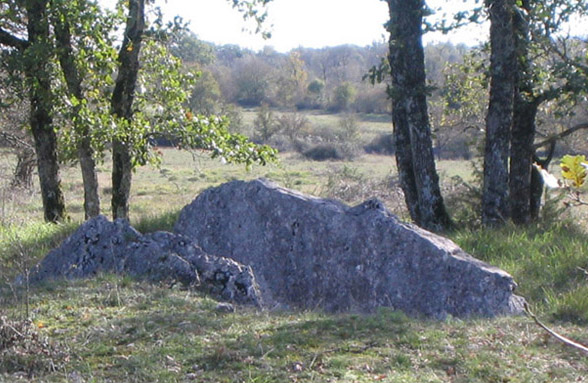
Dolmen des Plassous oder Les Aspes

- Tumulus von Graulat östlich von Gramat
- Dolmen des Plassous, Monument historique[1]
- Ehemalige Kirche Saint-Pierre
- Höhle Igue de la Crousate

## Persönlichkeiten
- Pierre Bonhomme (1803–1861), Ordensgründer und Seliger, geboren und gestorben in Gramat